# El Oued (provins)
Provinsen El Oued (arabisk: ولاية الوادي, berbisk: ⴻⵍ oⵓⴻⴷ) er en af Algeriets 48 provinser.

## Geografi
Administrationscenteret er El Oued. Andre størrer byer inkluderer Bayadha og Djamaa. Provinsen grænser mod nordøst til Tebessa, mod nord til Khenchela, mod nordvest til Biskra, most sydvest til Ouargla, mod sydøst til Tataouine (Tunesien), og mod øst til Kebili og Tozeur (begge Tunesien)

### Administrative enheder
Provinsen består af 12 distrikter (arabisk: دائرة, fransk: daïras), som igen er opdelt i 30 kommuner (arabisk: بلدية baladiyahs, fransk: communes).

### Distrikter
1. Bayadha
2. Debila
3. Djamaâ
4. El M'Ghair
5. El Oued
6. Guemar
7. Hassi Khelifa
8. Magrane
9. Mih Ouensa
10. Reguiba
11. Robbah
12. Taleb Larbi

### Kommuner
1. Bayadha
2. Ben Guecha
3. Debila
4. Djamaa
5. Douar El Ma
6. El Ogla
7. El M'Ghair
8. El Oued
9. Guemar
10. Hamraia
11. Hassani Abdelkrim
12. Hassi Khelifa
13. Kouinine
14. Magrane
15. Mih Ouensa
16. M'Rara
17. Nakhla
18. Oued El Alenda
19. Oum Touyour
20. Ourmes
21. Reguiba
22. Robbah
23. Sidi Amrane
24. Sidi Aoun
25. Sidi Khellil
26. Still
27. Taghzout
28. Taleb Larbi
29. Tendla
30. Trifaoui